# Julio Jaime Puig
Julio Jaime Puig Cossens (Ceuta, España, 20 de noviembre de 1948) es un exfutbolista español que se desempeñaba como defensa.

## Clubes
| Club              | País   | Año       |
| ----------------- | ------ | --------- |
| A. D. Ceuta       | España | 1969-1970 |
| Cádiz C. F.       | España | 1970-1978 |
| Albacete Balompié | España | 1978      |
| R. C. Portuense   | España | 1978-1979 |